# РД-108
РД-108 — жидкостный ракетный двигатель, модификация РД-107 с четырьмя рулевыми камерами для использования на центральных блоках ракет-носителей семейства «Союз».

## История
Двигатель был разработан ОКБ-456. С помощью двигателя РД-108 и его модификаций были обеспечены успешные полёты искусственных спутников Земли, Луны и Солнца, автоматических станций на Луну, Венеру, Марс и пилотируемых кораблей «Восток», «Восход» и различных версий корабля «Союз».
Разработка РТД-108 была начата в 1954 году в ОКБ-456 и закончилась в 1957. Эта работа проводилась в рамках разработки жидкостной двухступенчатой ракеты Р-7. РД-108 использовался в качестве двигателя второй ступени, конструктивно основанный на РД-107. Он отличался большим количеством рулевых камер и был способен работать дольше силовых установок блоков первой ступени. Запуск двигателей обеих ступеней производился одновременно.
Двигатели помогли осуществить запуск первой межконтинентальной баллистической ракеты в августе 1957 года. В октябре 1957 года был запущен первый в мире искусственный спутник Земли Спутник-1. 12 апреля 1961 года произошел первый полет человека в космос. Модификации и сейчас используются при оснащении ракет. В общей сложности при помощи двигателя РТД-108 было поднято в космос более 1800 ракет-носителей.
НПО «Энергомаш» были модернизированы базовые двигатели РД-107 для первой ступени и двигателей РД-108 для второй ступени. В общей сложности создано 18 модификаций для различных программ. Серийное производство двигателей было налажено с 1958 года и происходит в Самаре под надзором Приволжского филиала НПО Энергомаш.

## Характеристики
|                                   | РРД-108 | РД-108-8Д75 | РД-108-8Д727 | РД-108-11Д512 | РД-108-14Д21 |
| --------------------------------- | ------- | ----------- | ------------ | ------------- | ------------ |
| Окислитель                        |         |             |              |               |              |
| Горючие                           |         |             |              |               |              |
| Тяга (в пустоте)                  | 96      |             |              |               |              |
| Тяга (на уровне моря)             | 76      |             |              |               |              |
| Удельный импульс (в пустоте)      | 3087    |             |              |               |              |
| Удельный импульс (на уровне моря) | 2430    |             |              |               |              |
| Время работы                      |         | 340 c       | 290 с        | 286 c         |              |
| Отношение окислитель/топливо      |         |             |              |               |              |
| Диаметр                           | 1950мм  | 670мм       | 750 мм       | 670 мм        |              |
| Масса                             | 1278    |             |              |               |              |

## Варианты
- РД-108-8Д75
- РД-108-8Д727
- РД-108-11Д512
- РД-108-14Д21 (РД-108А)

## Изображения

Схема турбонасосного агрегата РД-108